# Коваленко Олег Миколайович (солдат)
Оле́г Микола́йович Ковале́нко (нар. 16 серпня 1984 Лозуватка, П'ятихатський район, Дніпропетровська область — 29 серпня 2014 Іловайськ, Донецька область) — солдат Збройних сил України, Кривбас (батальйон), учасник російсько-української війни.

## Життєпис
Коваленко Олег Миколайович народився 16 серпня 1984 року у селі Лозуватка П'ятихатського району Дніпропетровської області.. За даними П'ятихатської районної державної адміністрації, дата народження Олега Коваленка — 10 вересня 1977.
17 травня 2014 рок мобілізований, увійшов до складу 40-го БТрО. У червні 2014-го опинився на кордоні Луганської області, де пройшов бойове хрещення. В серпні 2014 року стояв на блокпосту 40-04 — за 3-5 км від Іловайська.

### Обставини загибелі
Олег Коваленко був вбитий російсько-терористичними військами під час виходу з Іловайського котла у серпні 2014 року. Солдат-кулеметник 40-го батальйону територіальної оборони «Кривбас» зустрів смерть на дорозі поміж селами Новокатеринівка та хутором Горбатенко у Старобешівський район Донецька область 29 серпня 2014 року, коли наші бійці виходили «зеленим коридором» і були підло розстріляні ворогом.
Похований на Батьківщині у селі Лозуватка П'ятихатського району Дніпропетровської області.
Без Олега лишились мама і брат.

## Нагороди та вшанування
За особисту мужність і героїзм, виявлені у захисті державного суверенітету та територіальної цілісності України, вірність військовій присязі під час російсько-української війни, відзначений — нагороджений
- 15 травня 2015 року — орденом «За мужність» III ступеня (посмертно)[3]
- Іловайський Хрест (посмертно)
- Його портрет розміщений на меморіалі «Стіна пам'яті полеглих за Україну» у Києві: секція 3, ряд 1, місце 36
- Вшановується 29 серпня на щоденному ранковому церемоніалі вшанування українських захисників, які загинули цього дня у різні роки внаслідок російської збройної агресії[4]
- медаль «За жертовність і любов до Батьківщини»